# Kadina (rivière)
La Kadina (en macédonien : Кадина река) est une rivière de la Macédoine du Nord, dans la région de Skopje, et un affluent du fleuve le Vardar. 

## Géographie
Longue de 34 kilomètres[réf. nécessaire], la Kadina prend sa source dans la chaîne de la Yakoupitsa à 2 100 m d'altitude, puis traverse le centre du pays vers l'est et se jette dans le Vardar, à 212 m d'altitude.

## Affluents
La rivière possède de nombreux petits affluents.

## Hydrologie
La rivière fait environ trois mètres de profondeur dans son cours inférieur.
La Kadina est soumise aux fontes des neiges ainsi qu'à la sécheresse estivale, et connaît un débit très différent selon la saison.

## Aménagements et écologie
Elle est fréquentée par des baigneurs et des pêcheurs et compte de nombreuses truites.  Elle possède une eau propre et un fort potentiel d'irrigation. Un barrage doit être construit à l'horizon 2020, près des villages de Paligrad et Goumalevo.

## Hydronyme
Le nom de la rivière signifie « rivière du cadi », un cadi étant un dignitaire ottoman. Elle est également connue localement sous les noms de Smesnitsa, Tisovitsa et Topolnitsa.